# Сігібург
Сігібург (нім. Sigiburg) — саксонське городище в західній Німеччині, над річкою Рур поблизу її злиття з Ленне.

## Історія
Археологічні дослідження свідчать, що перші укріплення в тій місцевості з'явились за доби неоліту. Вестфальські сакси зайняли городище близько 700 року. 772 року, за часів Саксонських війн, Сігібург був захоплений франками на чолі з Карлом Великим та відвойований саксами (ймовірно під проводом Відукінда) 774 року. 775 року Вігібург знову завоював Карл.